# Ngua Nam Thum
Phraya Ngua Nam Thum, in thailandese งั่วนำถุม (XIII secolo – 1347), è stato tra il 1323 e il 1347 il quinto sovrano di Sukhothai, antico regno fondato nel 1238 da Sri Indraditya nei territori situati nel centro-nord dell'odierna Thailandia.
Secondo fonti legate alla casa reale thailandese, era figlio di Ban Mueang, che aveva regnato a Sukhothai fino al 1279. Alla sua morte era salito al trono il fratello Ramkhamhaeng, il cui regno coincise con il periodo di maggior splendore di Sukhothai.  Ramkhamhaeng morì nel 1298 e lasciò il trono al figlio Loe Thai, cugino e predecessore di Ngua Nam Thum.
Nel periodo di Ramkhamhaeng lo Stato aveva anche raggiunto la massima espansione territoriale, ma dopo la sua morte molti dei regni sottomessi riacquistarono l'indipendenza. Loe Thai promosse il buddhismo theravada, che era la religione di stato, e approfondì i legami tra Sukhothai e Ceylon, a quel tempo il più importante centro della tradizione theravada.
A lungo si pensò che alla morte di Loe Thai fosse salito al trono suo figlio Lithai, ma l'inscrizione (denominata inscrizione nº 45) trovata nel 1956 nei pressi di Wat Mahathat, il tempio principale della decaduta città antica di Sukhothai, reca scritta la lista dei sovrani del regno e tra i due nomi vi è quello di Ngua Nam Thum, che salì quindi al trono dopo Loe Thai nell'anno 1866 del calendario buddhista thailandese, compreso tra l'aprile 1323 e il marzo 1324 A.D.
Lithai fu nominato viceré con il titolo di Uparat e con questa carica rimase a fare il governatore nella vicina città gemella di Si Satchanalai. Poco altro si sa del regno di Ngua Nam Thum, che secondo un'altra inscrizione morì nell'anno buddhista thailandese 1890 (1347-1348) e si ipotizza che al suo posto dovesse diventare re il figlio erede al trono, ma quello stesso anno Lithai radunò un esercito, conquistò Sukhothai e salì al trono con il nome regale Maha Thammaracha I.